# Hanö
För andra betydelser, se Hanö (olika betydelser).
Hanö är en ö i Hanöbukten i Mjällby socken i Sölvesborgs kommun i Blekinge län, belägen fyra kilometer sydöst om Listerlandets spets. Naturvårdsverket köpte Hanö 25 november 2016, och från 2017 är det ett naturreservat, Hanö naturreservat.
Hanö har en yta av 2,14 km² och en högsta höjd av cirka 60 meter.
Namnet Hanö kommer förmodligen från tillmälet eina höga ö, som finns i äldre skrifter.
Hanö når man med reguljär båt från Nogersund. Resan tar 25 minuter. På ön finns, förutom en bofast befolkning på 8 personer (33 personer 2008), en stor gästhamn, fyr, affär och restaurang samt vandrarhem. Det finns även ett museum som är inrymt i öns bödebod (där fiskeredskap reparerades) från 1958 och som ligger i hamnen men bara är öppet sommartid. Den enda hamnen och orten på Hanö heter Hanöläge.
Hanö köptes 1759 av änkan på Sölvesborgs slott Elsa Greta Schult från kronan.
Under Sveriges av Danmark och Frankrike påtvingade krig mot Storbritannien 1810-1812 kunde den engelska flottan inte längre använda Sveriges större hamnar som Göteborg och Karlskrona som baser för sina operationer i Östersjön. Istället användes Hanö som engelsk bas, med den svenska regeringens goda minne. Bland annat låg amiral Saumarez flaggskepp HMS Victory vid Hanö en kort period. Därför finns den så kallade "Engelska kyrkogården" med 15 gravar på ön.
Först i början av 1800-talet fick Hanö bofast befolkning. 1946 bodde 234 personer på ön.
Andra sevärdheter är Drakmärket, Bönsäcken, Baltiska issjön, hamnen och dovhjortarna. Bönsäcken är öns norra udde, som består av strand med vattenslipade stenar. Beroende på vindriktning flyttas stenarna av vågorna och udden ändrar på så sätt hela tiden form.
Hanö är den blåsigaste platsen i Sverige utanför fjällen. Av de fem gånger det har uppmätts orkanvindar i Sverige har två av gångerna varit på Hanö, varav den tidigaste var i vinterstormen 31 december 1978 då rekordet uppmättes på minst 35 m/s i medelvindhastighet, som var det högsta mätvärdet som registrerades innan vindmätaren gick sönder. Rekordet för vindbyar i Sverige utanför fjällen är också på Hanö när det uppmättes en vindby på 43 m/s den 3 december 1999.

## Hanö fyr

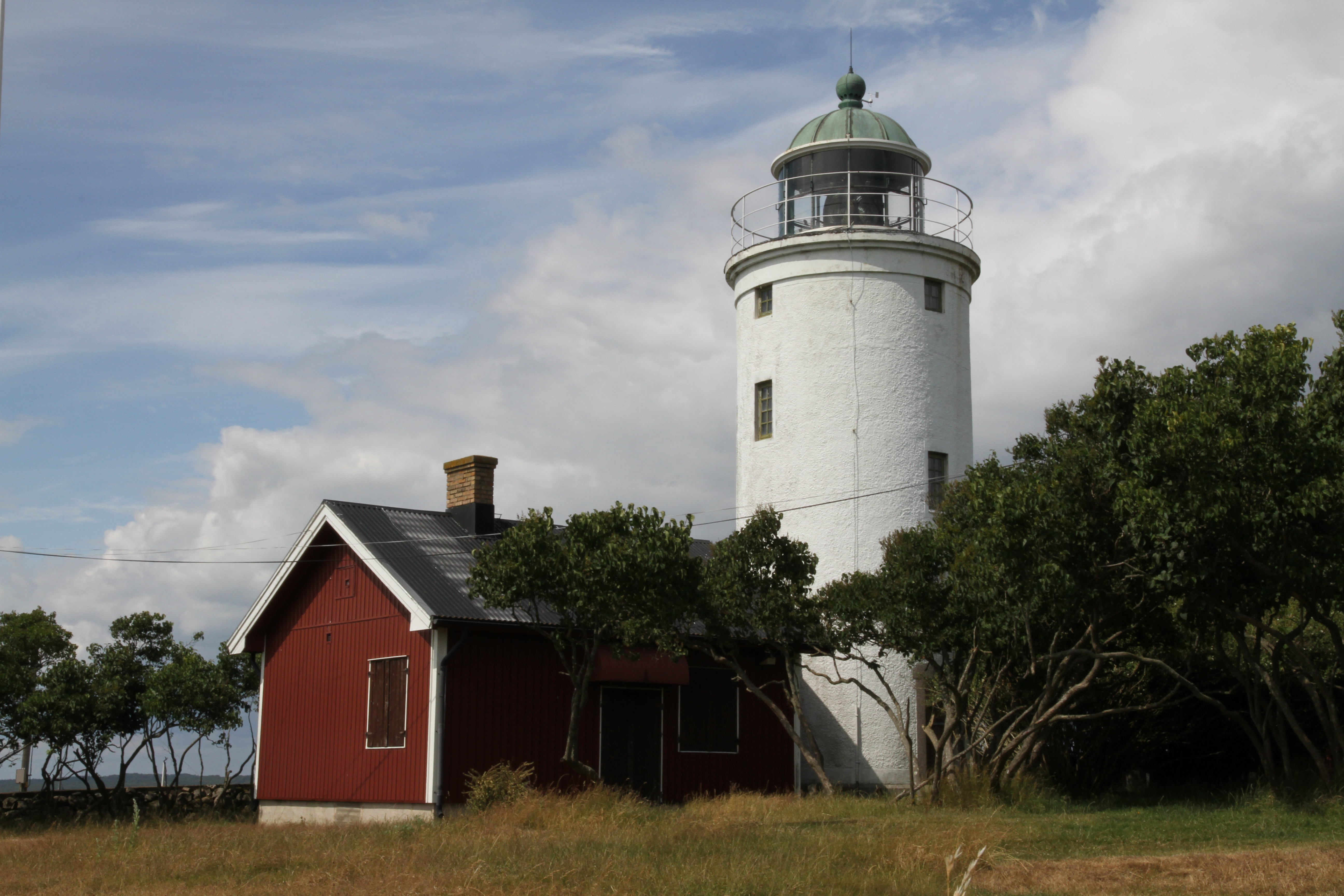
Hanö fyr

Hanö är känt för sin vita fyr från 1906 som lyser cirka 40 kilometer (eller cirka 25 distansminuter) ut över Hanöbukten. Det har funnits en fyr på ön sedan 1869 då ett mindre fyrtorn med fotogenlampa byggt i trä stod intill gaveln av fyrvaktarbostaden. Den nuvarande större fyren är byggd i betong. Fyren utrustades med luxlampa och en roterande Fresnel-lins av tredje storleken tillverkad av Barbier Bernard & Turenne. Fyren blev elektrisk 1939 och är helt automatiserad sedan 1972. Den var dock bemannad i några år till, fram till 1980. Belysningen består av två stycken 1000 watt-lampor, vilket gör att det är en av de ljusstarkaste svenska fyrarna. Linsen från 1906 används fortfarande.
Sjöfartsverket har under 2000-talet aviserat att Hanö fyr är en av flera som man på sikt planerar att sälja ut. Verket anser inte fyren vara viktig ur navigeringssynpunkt längre. 2020 är dock fyren fortsatt i drift.  Bredvid fyren ligger en automatisk väderobservationsstation från SMHI.